# توماس بادالونی
توماس بادالونی (انگلیسی: Tomás Badaloni؛ زادهٔ ۲ مهٔ ۲۰۰۰) بازیکن فوتبال اهل آرژانتین است.
از باشگاه‌هایی که در آن بازی کرده‌است می‌توان به باشگاه فوتبال گودوی کروز اشاره کرد.